# ميكلوس كوفاتش
نيكولاي كوفاتشي (بالرومانية: Nicolae Kovács) الشهير باسم ميكلوس كوفاتش (بالرومانية: Nicolae Kovács) (29 ديسمبر 1911 في ميهاديا، الإمبراطورية النمساوية المجرية – 7 يوليو 1977 في تيميشوارا ، رومانيا)  لاعب كرة قدم روماني ذو أصول مجرية كان يجيد اللعب مركز المهاجم .
لعب 37 مباراة دولية مع منتخب رومانيا مسجلا 6 أهداف وقد شارك في بطولات كأس العالم الثلاث الأولى التي أقيمت قبل الحرب العالمية الثانية وهي 1930 ، 1934 ، و 1938 مما يجعله أحد خمسة لاعبين شاركوا في مباريات هذه البطولات وهم الفرنسيان إدموند ديلفور ، إتيان ماتلر ، البلجيكي بيرنارد فورهوف ، والروماني رودولف بورغر وذلك حسب الاتحاد الدولي لكرة القدم . لاحقا مثل منتخب المجر في مباراة دولية واحدة مسجلا هدف واحد.
ميكلوس الأخ الأكبر لستيفان الذي درب نادي أياكس أمستردام وقاده للفوز ببطولة دوري أبطال أوروبا مرتين متتاليتين في 1972 و1973 .

## روابط خارجية
- ميكلوش كوفاتش على موقع الاتحاد الدولي (مؤرشف)  (الإنجليزية)
- ميكلوش كوفاتش على موقع قاعدة بيانات كرة القدم.إي يو (الإنجليزية)
- ميكلوش كوفاتش على موقع ناشيونال فوتبول تيمز (الإنجليزية)
- ميكلوش كوفاتش على موقع Soccerway.com (الإنجليزية)
- ميكلوش كوفاتش على موقع عالم كرة القدم.نت (الإنجليزية)